# Лорране Феррейра
Лорране Феррейра (порт. Lorrane Ferreira, 17 березня 1993) — бразильська плавчиня.
Призерка Панамериканських ігор 2019 року. Учасниця Чемпіонату світу з водних видів спорту 2022, де на дистанції 50 метрів вільним стилем посіла в півфіналі 15-те місце і не потрапила до фіналу.